# Златан Дудов
Златан Дудов е български режисьор, който през по-голямата част от живота си живее и твори в Германия.

## Биография
Златан Дудов е роден на 30 януари 1903 г. в Цариброд. Родителите му са Тодор Златанов и Миля Алексова. Семейството му е не особено заможно, работи само бащата като железничар. Първите му срещи с киното едва ли са още от детските години в Цариброд – Цариброд получава кино през двадесетте години на ХХ в. Но сигурно още като дете е гледал представленията на царибродския театър и е слушал оркестъра на „Павилиончето“. Според Слободан П. Алексич, ако към това се добави живописността на градчето и особената чувствителност на Дудов към всичко, което е изкуство и красота, това се превръща в добра основа за човек, който по-късно ще се нареди сред най-уважаваните кинематографисти на света.

## Берлин и Дудов в началото на века
Дудов напуска Цариброд през 1917 г. Заедно със семейството си заминава за София. По време на обучението си в Първа мъжка гимназия се включва в организациите на левицата и в гимназиалния театър. Училището завършва като отличник на випуска и през 1922 г. се записва да учи архитектура в Берлин. Целият свят се движи към Берлин, пише Иля Еренбург за този град през 1920-те години.
По това време обаче той изживява тежки дни, понеже след разгрома на Ноемврийската революция през 1918 г. Германия изпада в тежка икономическа криза. Кризата се превръща за Дудов в предизвикателство. Той започва да работи по берлинските гари като носач, приема всяка една работа, за да спести достатьчно пари за мечтата си да се запише през 1923 г. в театралната школа на Емил Райх. През 1925 г. Дудов вече е в студиото на Бабелсберг, където Фриц Ланг снима „Метрополис". Не след дълго Дудов става негов асистент. Ланг използва ситуации по време на снемането на филма за да го научи на мизансцен, драматургия, да му обясни киномонтажа.
През 1926 г. Дудов отново постъпва в Берлинския университет, за да следва театър и филм при професор Макс Херман. Тук най-сериозно се занимава с драматургия и работа с актьорите, пробва се като режисьор на няколко по-малки драматични текстове. След това учи при Леополд Хеснер и Юрген Фелинг в Щатстеатър (Staatstheater). Поставя едноактни пиеси за някои работнически театри, които се играят на улицата. Професор Макс Херман му предлага да продължи следването си във факултета, но като задочен студент, което би му създало условия да работи, за да може от нещо да живее. Златан се съгласява. Става хорист в театъра на Ервин Пискатор на Нолендорфплац.

## До Москва и обратно
Със съдействието на фондация „Работническа помощ" Дудов заминава за Москва, за да пише дипломна работа на тема „История на руския театър". „Московският период“ е свързан преди всичко с познанството му с руския поет Сергей Третяков, който го въвежда в кръговете на групата „ЛЕФ". Тук се запознава с Владимир Маяковски, Осип Брик и Сергей Айзенщайн. Златан Дудов посещава редовно представленията на Театъра на Мейерхолд и студиото на Вахтангов. Запозанава се с Дзига Вертов, когото особено уважава и цени.
Въпреки че немският работнически печат публикува някои впечатления на Дудов от Съветския съюз, дипломната си работа той никога не успява да завърши.

## Брехт и Дудов
След завръщането си от Москва той отново е безработен. Обратно в Берлин Дудов започва да страни от приятелите си, усамотява се и получава прякора „Der Steppenwolf“ по едноименния роман на Херман Хесе.
В този период Ханс Айслер го запознава с Бертолт Брехт. Дудов става асистент-режисьор в Брехтовия „Епичен тетър", както са го наричали тогава на Шифбауердам (Schiffbauerdamm). Ето как самият той описва тази първа среща и началото на последвалото я сътрудничество:
„Всичко беше по-различно от онова, което си представях. Бях негов гост по някакъв съвсем друг повод. Но само след няколко минути започнахме един твърде интересен, необикновено плодотворен разговор на професионални теми. Аз го запознах със своите схващания за изкуството и бях много изненадан, когато към края на разговора разбрах, че ставам последовател на негови идеи. Той се интересуваше от моите творчески търсения, но и от моята личност. Когато четири часа по-късно излизах от неговия дом, ми предложи да работим заедно, а аз имах непреодолимото усещане, че нашето сътрудничество е започнало още докато разговаряхме.“ Брехт и Дудов се оказват не само близки по възраст, но и с близки възгледи за театъра, литературата, киното и живота. Така започва тяхното дългогодишно сътрудничество, което продължава чак до смъртта на Бертолт Брехт през 1956 г.
В театъра на Шифбауердам започват да се редуват техни съвместни постановки: „Дидактичен епизод от Баден", драмата „Човекът е човек", „Майка" от Максим Горки. През 1929 година Златан Дудов сам поставя „Армия без герои" от Ана Гмайнер и получава добри отзиви от критиката и публиката. Брехт запознава Дудов с Виктор Блум, документалист, на когото по-късно Дудов става асистент. Следват филмите: „Сто хиляди под червеното знаме", „Рот-спорт манифестация", „Скъсайте веригите"... Филмите са цензурирани, а някои от тях дори забранени. Във времето на най-тежката криза в Германия. Златан Дудов решава да направи цикъл документални филми с работното заглавие „Как живеят берлинските работници".

## Филмите
Първият филм на Златан Дудов е двадесетминутна късометражка, заснета в работническото предградие на „Сименс" с малък бюджет. Филмът носи заглавието на замисления цикъл „Как живеят берлинските работници". Веднага след появяването бива забранен. Дудов е принуден да се върне към театъра, пише малки драми и се занимава с режисура.
Случайно попада на текст за млад безработен, който, преди да скочи от четвъртия етаж, внимателно сваля часовника от ръката си и го оставя на перваза на отворения прозорец. Това е цялото му имущество, от което неговото семейство ще може да преживее известно време. Макар че пресата от този период е пълна с подобни съобщения, този епизод дава тласък на Дудов да създаде сценария за първия си филм „Куле Вампе", познат в България със заглавието „На кого принадлежи светът", или „Празни стомаси“.
В началото на 1931 г. сценарият вече е готов. Остава още едно „изчистване", което Златан извършва с Брехт. Снимането на филма започва веднага. Дудов не е доволен от работата с оператора Вайценберг и ангажира Гюнтер Крампф, който много по-добре следва режисьорската идея. Продуцентът „Прометеус" има финансови проблеми и единствено помощта на една фирма от Швейцария спасява филма. „Куле Вампе“ е завършен бързо. Същевременно се появяват проблеми с цензурата, която на заседанието си през март не разрешава прожектирането му. След изхвърлянето на 10-на спорни минути, филмът може да бъде представен пред публиката. Премиерата е на 30 април 1932 г. в Берлин. След това идват премиерите в Лондон, Ню Йорк, Париж, Москва. Критиките са положителни и особено изтъкват гражданската доблест на режисьора Златан Дудов. Това вероятно е основната предпоставка за обезпечаването на средства за следващия негов филм „Сапунени мехури".
Въпреки че работата върху него започва при още по-тежки условия – след идването на Хитлер на власт на 30 януари 1933 г., точно на тридесетия рожден ден на Златан, британските продуценти дават пари за „Сапунени мехури". Бюджетът на филма е подпомогнат и от милиардерката Катрин Дейвис, така че през пролетта на 1934 година без знанието на властите и на цензурата, започва заснемането на филма. Работи се в скритите студиа на Милдещрасе в предградието на Берлин. Все пак се стига до провал и Дудов, заедно с немонтирания материал и с фалшифициран паспорт, бяга в Париж. Тук той е отново в кръга на своите стари приятели: Брехт, Ханс Айслер, Ернст Буш (Ernst Busch), Хелене Вайгел (Helene Weigel), Паула Десау... От всички страни пристига помощ за немската емиграция и затова има достатьчно пари и за монтаж на „Мехурите“ на Златан Дудов. Диалозите на френски пише Жак Превер, а музиката Арман Бербнар, който дотогава ексклузивно работи единствено за Рене Клер.
Премиерата на „Сапунени мехури" е през 1934 г. в Париж, а критиките са отлични и стигат дотам, че дори сравняват тази бурлеска на Дудов с произведенията на Чаплин. Сравнението е донякъде разбираемо, ако се има предвид, че действието във филма се върти около господин Прибке, който остава без работа, но не пада духом. Хрумва му интересната идея да продава сапунени мехури. Тази своя работа той възприема твърде сериозно и дори пише и студия на тази тема. Затова неговите клиенти са предимно възрастни хора. Те, както и самият Прибке, вярват в сапунените мехури, но както всяка илюзия, така и тази на Прибке трае твърде кратко време. Работата му започва да върви все по-слабо и по-слабо и той решава да се самоубие. В последния момент го спира най-добрият му приятел. Филмът има успех не само пред критиката, но оправдава и финансовите вложения. Започват да пристигат предложения за нови филми от френски продуценти, но Дудов ги отхвърля. Причина за едно такова поведение вероятно трябва да се търси в това, че Златан Дудов отново се посвещава на театъра.
През 1937 г. режира пиесата „Оръжията на госпожа Карар" от Брехт. Немските интелектуалци в Париж оценяват спектакъла като културно събитие на сезона. Златан Дудов продължава да сътрудничи с Брехт и се включва в Съюза на немските писатели и през следващата 1938 г. работи върху Брехтовия текст „Страхът и мизерията на Третия райх". По това време се ражда идеята за повече сатирични текстове, при което безвъзмездно му помага Бертолт Брехт. Заглавието на първия текст е „Страхливецът" и темата му е подобна на тази от филма „Сапунените мехури", следва пиесата „Тома Неверни", след което пише сценарий за филм със заглавие „Ръката, която не искаше да поздравява", който никога не е реализиран. Става дума за силна антинацистка алегория за човек, който е изгубил лявата си ръка през Първата световна война. Той получава от държавата подходяща протеза. След 1933 г. този инвалид от Първата световна война по някакъв начин става инвалид и през Втората световна война, т.е. на фашизма. Пред него възникват три дилеми: дали да поздравява фюрера с дясната си ръка, което не е правилно или да не го поздрави, което е неприлично, или да го поздравява с протезата, което е невъзможно без помощта на дясната ръка. В този триъгьлник героят загубва ума си и полудява. От този период е и следващата забележка на Дудов: „Войната вилнееше, град след град се превръщаше в пепел и руина, милиони хора умираха не само физически, но и духовно, а аз някъде в Европа, която трепери в чудовищна треска, съм седнал и си пиша своите комедии, преструвайки се, че нищо не ме засяга. Впрочем, това е само моя отбрана. Всяка чужда смърт е и моя, всяка съдба е и моя съдба. Затова в центъра на гитантските събития, които разтърсват нашето време аз всъщност търся целта и смисъла на категорията – комедия“.
През тези военни години Златан Дудов създава пиесите „Раят на глупаците" и „Залезът на света". И двата текста са предназначени за театьра и разработват темата за феномена на фашизма и за раждането на механизма и човека лесно да се приспособи към ситуацията или към силните хора. Крат на войната Дудов дочаква в Швейцария, а в Германия се завръща през 1946 година. Веднага започва работата си за възобновяването на студиото УФА, недалеч от Бабелсберг. Работата бързо приключва и вече в началото на следващата година от тези студиа излизат първите следвоенни немски филми. През 1946 г. Дудов опитва да преработи в сценарий текста „Залезът на света" за филм. Това не му се удава и затова през 1948 г. прави скици на сценария за „Хляба наш насъщни". Филмът е продължение на онова, което вече е създал в „Куле Вампе". Завършен е много бързо като през същата година е и неговата премиера. Филмът има впечатляващ успех, а Златан Дудов получава „Националната награда на ГДР“ (1950), (1955) и (1957).

## Последни години
През следващите години, заедно с Йоханес Бехер и поетите Кубе и Велк, Дудов работи върху сценария за филма „Семейство Бентин". Режисурата поверява на група млади автори, които работят под негово ръководство. „Семейство Бентин" раз-работва темата за разделена Германия. През 1952 г. Дудов снема филма „Женски съдби", за който на фестивала в Карлови Вари получава наградата за режисура. И в този филм авторът поставя проблемите от предишния филм. През тази година Златан Дудов е избран за член на Немската академия за изкуства, като признание за пръв творец от филмовия бранш, получил тази награда. След това по сценарий на Жана и Курт Стерн работи върху филма „По-силни от нощта". Филмът е завършен през 1954 г. и следващата година участва във фестивала в Локарно, където изпълнителят на главната роля Вилхелм Кол – Хооге е отличен с първа награда, а Златан Дудов отново получава „Държавната премия на ГДР". Същата година (1955) Дудов става професор по филмова режисура във Висшето училище по кинематография в Бабелсберг. Две години по-късно Златан Дудов снима филма „Капитанът от Кьолн". Филмът става много популярен и извън границите на ГДР, дори и извън границите на „лагера".
Това го отвежда към новия му филм „Грешки в любовта" или „Любовен хаос", който интерпретира проблемите на немската младеж през 1950-те години. „Грешки в любовта" има формата на водевил и е най-популярният филм на Дудов, но по мнението на критиците той е и неговият най-слаб филм. Това е ясно и на Дудов и той започва да работи върху един сериозен проект, посветен на проблемите на една жена на средна възраст. Работното заглавие е „Кристине".
Филмът остава незавършен, защото в разгара на снимките на 12 юни 1963 г. Дудов загива при катастрофа. Погребан е на Доротеенщадското гробище в Берлин.

## Филмография
- В какви условия живее берлинският работник /Wie der berliner Arbeiter wohnt/ (1930)
- Куле Вампе /Kuhle Wampe/ (1932)
- Сапунените мехури /Seifenblasen/ (1934)
- Хляб наш насъщний /Unser täglich Brot/ (1949)
- Фамилия Бентин /Familie Benthin/ (1950)
- Женски съдби /Frauenschicksäle/ (1952)
- По-силни от нощта /Stärker als die Nacht/ (1957)
- Капитанът от Кьолн /Der Hauptmann von Köln/ (1957)
- Заблуждения в любовта /Verwirrung der Liebe/ (1960)
- Кристине /Christine/ (1963), недовършен